# Fryco Rocha

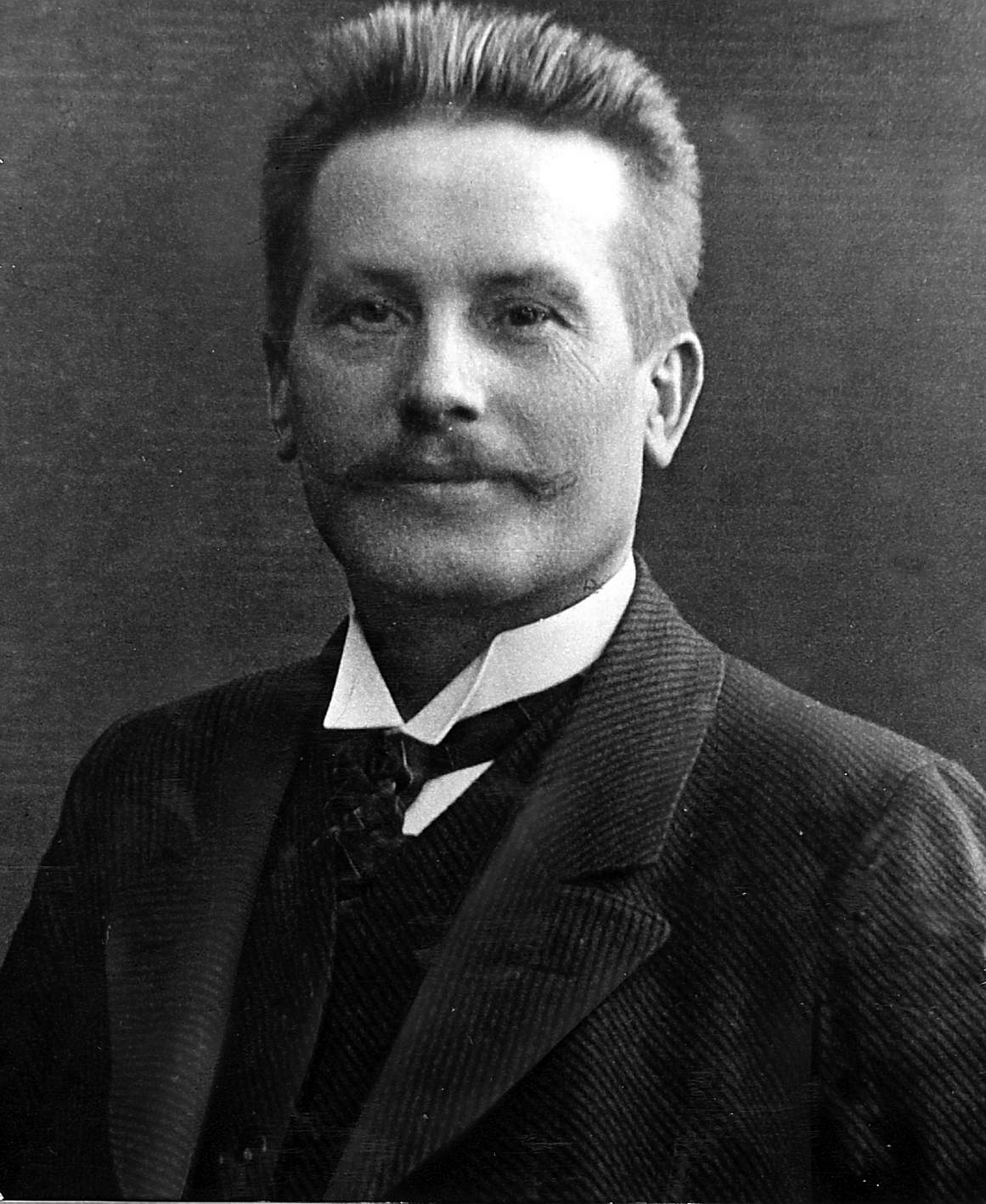
Fryco Rocha (um 1900)

Fryco Rocha (deutsch Friedrich Rocha; * 29. Januar 1863 in Schönhöhe; † 24. April 1942 in Klingmühl) war ein niedersorbischer Lehrer, Schriftsteller und Volksdichter.

## Leben
Fryco Rocha wurde in der Ortschaft Schönhöhe geboren, verbrachte dort seine Kindheit und besuchte die sorbische Schule. Von 1882 bis 1885 besuchte er das Lehrerseminar in Altdöbern. Nach kurzem Lehrjahr in Eulo (bei Forst) begann er von 1885 bis 1890 in Kolkwitz zu lehren, wo viele seiner ersten niedersorbischen Gedichte entstanden.
Trotz Verbots unterrichtete er in Tauer von 1891 bis 1915 auf Niedersorbisch. Da für sorbischen Unterricht keine Lehrmittel zur Verfügung standen, schrieb Rocha etwa 300 Geschichten und Lieder, die er in seinem Unterricht einbezog. 1894 fand mit seiner Hilfe das zweite Gesangskonzert in Tauer statt.
Er löste 1931 Mina Witkojc als Redakteurin der niedersorbischen Zeitung Casnik ab. Seine redaktionelle Tätigkeit ist jedoch nicht ganz unumstritten. Nach der Gleichschaltung erschienen begeisterte Artikel und lobende Worte für den Nationalsozialismus. Doch selbst mit der Loyalität konnte Rocha das Ende des Casnik nicht verhindern. Am 29. Juli 1933 erklärte er die Zeitung für bankrott.
Der Dokumentarfilmer Peter Rocha war sein Enkel.

## Verdienste
Fryco Rocha gilt als der erste niedersorbische Kinderdichter. Seine Werke veröffentlichte er als Redakteur (1907–1913) im Wosadnik. 1908 veröffentlichte Rocha seine Sammlung von Gedichten Wěnašk dolnoserbskich pěsnjow.
Er war Mitglied und lange Zeit stellvertretender Vorsitzender der Maśica Serbska.

## Ehrungen
In der DDR trug die Jugendherberge in Jessern seinen Namen. Nach ihm wurde auch der niedersorbische Kindergarten im Cottbuser Stadtteil Sielow benannt. 2007 wurde eine Gedenktafel an Frycos Geburtshaus in Schönhöhe eingeweiht.

## Werke
- Wěnašk dolnoserbskich pěsnjow (Gedichtsammlung), Bautzen 1908.
- Pěsni, wulicowanka a godanja, Berlin 1955.
- Wobraz mojogo žywjenja – Das Bild meines Lebens (Autobiografie), Berlin 1956.